# Alfred Jansa

Alfred Jansa, 1933

Alfred Jansa (* 16. Juli 1884 in Stanislau, Galizien, Österreich-Ungarn als Alfred Johann Theophil Janša Edler von Tannenau; † 20. Dezember 1963 in Wien) war ein führender Offizier des Bundesheeres in der Ersten Republik. Er erreichte den Dienstgrad Feldmarschall-Leutnant und war von 1935 bis zur erzwungenen Pensionierung 1938 Chef des Generalstabes.

## K.u.k. Offizier
Alfred Jansa trat nach Absolvierung der Kadettenschule in das k.u.k. Infanterieregiment Nr. 72 in Pozsony / Preßburg (Bratislava) ein und besuchte von 1908 bis 1911 die Kriegsschule. Am 1. November 1912 wurde er als Hauptmann in den Generalstab des Heeres übernommen und dem Stab des Armeeinspektors und Landeschefs von Bosnien und Herzegowina, Feldzeugmeister Oskar Potiorek, in Sarajevo zugeteilt. Dort erlebte er den Thronfolgermord und den Kriegsbeginn 1914.
Während des Ersten Weltkrieges war er als Generalstabsoffizier auf nahezu allen Kriegsschauplätzen tätig. Nicht unwichtig war seine dreimalige Zuteilung zu deutschen Stäben. Von September 1915 bis Februar 1916 war er auf dem Balkan dem Stab des Generalfeldmarschalls August von Mackensen zugeteilt, dessen Vertrauen er sich erwerben konnte. Ebenso lernte er dort dessen Stabschef General von Seeckt kennen, der nach 1918 den Aufbau der deutschen Reichswehr leiten sollte. Später war er auch beim Stab des deutschen Generals Otto von Below in Mazedonien tätig. Einen Großteil des Jahres 1917 verbrachte er bei österreichisch-ungarischen Verbänden an der russischen Front. 1918 wurde er schließlich dem deutschen Armeeoberkommando 14 des Generals Konrad Krafft von Dellmensingen an der italienischen Front als Verbindungsoffizier zugeteilt.

## Aufrüstung gegen Hitlers Drohungen
Nach dem Krieg in das Bundesheer der Ersten Republik übernommen, wurde er als Oberst Stabschef der 3. Brigade in St. Pölten. Am 28. Juni 1930 zum Generalmajor befördert, übernahm er das Kommando der Brigade, die er bis 1932 führte. Anfang 1933 wurde er als Delegierter Österreichs zur Genfer Abrüstungskonferenz entsandt. Anschließend wurde er zum Militärattaché im Deutschen Reich bestellt, wobei er auch in der Schweiz notifiziert war. Dank seiner ausgezeichneten Verbindungen aus der Zeit des Ersten Weltkrieges erhielt er nicht nur eingehende Kenntnis von der nach 1935 einsetzenden Aufrüstung der Wehrmacht, sondern konnte sich auch über das nationalsozialistische Regime ein zutreffendes Bild machen. Die von Hitlerdeutschland ausgehende Gefahr wurde ihm dabei voll bewusst. 1935 wurde er von der Diktaturregierung unter Kurt Schuschnigg aus Berlin abberufen und ab dem 1. Juni mit der Leitung der Sektion III des Bundesministeriums für Landesverteidigung betraut. Damit war er de facto Chef des Generalstabes, wenn ihm der Titel auch offiziell erst mit der Einführung der Bundesdienstpflicht am 1. April 1936 verliehen wurde.
Als seine Hauptaufgabe sah er den raschen Aufbau des Heeres an, um es vor allem gegenüber dem Deutschen Reich abwehrfähig zu machen. Nach seinen Schätzungen war ab 1939 mit einem Angriff Hitlers zu rechnen. Für seine weitreichenden Pläne lagen allerdings nicht genügend Budgetmittel vor. Ein Konzept für die Abwehr („Jansa-Plan“) wurde ausgearbeitet, wobei er vor allem auch versuchte, die Unterstützung Italiens zu gewinnen. Auch ein Befestigungssystem wurde geplant, das jedoch bis 1938 nicht mehr zur Ausführung kam. Operativ sah Jansa die Abwehr der deutschen Angreifer an der Traunlinie vor, wobei es ihm darauf ankam, unter Vermeidung eines Entscheidungskampfes Zeit zu gewinnen, bis andere Staaten – dabei war vor allem an Italien gedacht – eingreifen konnten.
Seine klare Ablehnung des Dritten Reiches und seine energischen Abwehrforderungen waren der deutschen Führung wohlbekannt. Es war daher nicht überraschend, dass unter den Forderungen Hitlers im Berchtesgadener Abkommen mit Schuschnigg am 12. Februar 1938 auch die Abberufung des Feldmarschallleutnants Jansa von seinem Posten war. Dies und seine Ersetzung durch Generalmajor Franz Böhme wurde als Punkt 8 der Abmachungen festgehalten. Schuschnigg hatte nachgegeben, um Hitler durch die Beibehaltung eines Vertreters eines „harten Kurses“ gegen Deutschland nicht noch mehr zu reizen, wobei er sich damit tröstete, dass Jansa ohnedies die Altersgrenze erreicht habe. Der General wurde aber von dieser Entscheidung nicht offiziell in Kenntnis gesetzt. Er erfuhr sie aus Medien und von privater Seite und reichte sofort seinen Rücktritt ein.
Am 16. Februar 1938 machte Jansa seinen Abschiedsbesuch bei Oberbefehlshaber Bundespräsident Miklas, der ihm mit Bedauern sagte, Schuschnigg wünsche keinen militärischen Widerstand gegen NS-Deutschland. Am 17. Februar wurde ihm sein Ruhestandsdekret überreicht. Mit Jansas Ausscheiden war eine Säule des österreichischen Widerstandes gegen Hitlers Pläne zusammengebrochen.

## Zeit des Nationalsozialismus
Über seine Behandlung nach dem „Anschluss“ schrieb Jansa in seinen Memoiren:

„Mir persönlich hat der Duce seine Wertschätzung und die zu Ostern 1936 mit Handschlag besiegelte Treue bewahrt: Obst. Liebitzky teilte mir gelegentlich seiner Rückberufung im März 1938 mit, daß dieser ihm von einem Telegramm an Hitler Kenntnis gegeben habe, wonach „dem General Jansa kein Haar gekrümmt werden dürfe“. […] Wenn ich im Verhältnis zu anderem furchtbaren Geschehen eine unwahrscheinlich milde Behandlung erfuhr, die sich auf Gehaltskürzung, Ausweisung aus Österreich und Konfinierung in Erfurt beschränkte, ja wenn ich heute diese Erinnerungen niederzuschreiben vermag, so danke ich dies nur der Fürsprache des Duce, dessen Wohlwollen Hitler damals mehr bedeutete als der Kopf eines kaltgestellten Generals.“

Alfred Jansa wurden am 28. September 1938 von der Gestapo Wien zwei Verfügungen Heydrichs vorgelegt: die Ausweisung „aus allen Ländern Österreichs“ und der Zwangsaufenthalt in Erfurt ab dem 30. September. Die beiden Verfügungen hatte Jansa unter Androhung der Einweisung ins KZ geheim zu halten. Als seine Offizierspension 1939 um ein Drittel gekürzt wurde, weil er vor 1938 gegen den Nationalsozialismus aufgetreten sei, besserte er seine Pension als Versicherungsvertreter für den Gerling-Konzern auf, um das Studium seiner aus Wien nachgeholten Töchter finanzieren zu können. 1943 wurden ihm Reisen als Vertreter verboten. Nun arbeitete er für einen Autoteilevertrieb.

## Nach dem Zweiten Weltkrieg
1945 besuchten ihn österreichische Häftlinge des nahe Erfurt gelegenen KZ Buchenwald und dankten für seine moralische Unterstützung. Er selbst blieb vorerst auch nach dem Übergang der Besatzung von der US Army auf die Rote Armee in Erfurt, um seine Wohnungseinrichtung nach Österreich zu retten, musste dies aber bald aufgeben und übersiedelte im Frühjahr 1946 nach Graz und von dort Anfang 1947 nach Wien.
Am 15. Jänner 1947 war Jansa zu Gesprächen über das künftige österreichische Bundesheer mit Bundeskanzler Leopold Figl, Außenminister Karl Gruber und Staatssekretär Ferdinand Graf eingeladen. Diese ÖVP-Politiker erwarteten damals den baldigen Abschluss des Staatsvertrages mit den vier Besatzungsmächten und wollten Jansa an die Spitze des neuen Heeres berufen. Jansa war bis zu seinem 70. Geburtstag im Jahr 1954 für die Wiener Niederlassung des Autoteilevertriebs tätig, für den er bereits in Erfurt gearbeitet hatte.
Das Bundesheer der Zweiten Republik, das erst 1955 aufgestellt werden konnte und Jansas Erinnerungen zufolge nach seinem 1947 erstellten Konzept entstanden ist, ehrt den letzten Generalstabschef der Ersten Republik durch den Namen der Jansa-Kaserne in Großmittel bei Wiener Neustadt.

## Militärische Auszeichnungen (Stand 1933)
- Ottomanischer eiserner Halbmond
- Eisernes Kreuz 1. Klasse
- Bayerischer Militärverdienstorden 3. Klasse mit der Kriegsdekoration und Schwertern
- Ehrenzeichen 2. Klasse vom Roten Kreuz
- Bronzene Militär-Verdienstmedaille am roten Bande
- Bronzene Militär-Verdienstmedaille am Bande des Militärverdienstkreuzes
- Silberne Militär-Verdienstmedaille am Bande des Militärverdienstkreuzes
- Militärverdienstkreuz III. Klasse mit der Kriegsdekoration
- Orden der Eisernen Krone III. Klasse mit der Kriegsdekoration und Schwertern
- Großes silbernes Ehrenzeichen für Verdienste um die Republik Österreich

## Autobiografie
- Peter Broucek (Hrsg.), Alfred Jansa: Ein österreichischer General gegen Hitler: FML Alfred Jansa – Erinnerungen; Böhlau-Verlag, Wien 2011, ISBN 978-3-205-78148-6.
- Aus meinem Leben, niedergeschrieben bis 1954 und 1962, Hrsg. Peter Broucek
- Memoiren des FML Alfred Jansa (digitale Dokumentation)